# Alexandra Helmig
Alexandra Helmig (* 1975 in Düsseldorf) ist eine deutsche Schauspielerin, Sprecherin, Autorin und Jazzsängerin.

## Leben
Alexandra Helmig wurde 1975 in Düsseldorf geboren. Ihr Abitur machte sie 1994. Nach einem Französisch-Studium in Paris absolvierte sie  von 1996 bis 1999 ihre Schauspiel-Ausbildung am Hamburger Schauspiel-Studio Frese. Während ihrer Ausbildung folgten erste Engagements neben Mehmet Kurtulus in dem Theaterstück „Wilde Liebe“ von Sam Shepard an den Hamburger Kammerspielen sowie zahlreiche Verpflichtungen für Film- und Fernsehspiele.
Seit 2002 ist Helmig als Autorin in den Genres Bilderbuch, Kinderbuch, Theater und Drehbuch tätig. Im selben Jahr studierte sie „Kreatives Schreiben“ an der Universität München. Ihre ersten Theaterstücke wurden ab 2006 im Rahmen der Autorentheatertage am Thalia Theater in Hamburg und bei den Werkstatttagen am Wiener Burgtheater aufgeführt. 2008 erhielt Alexandra Helmig den Autorenförderpreis der deutschen Landesbühnen für das Theaterstück „oder Argentinien“.  Ihre Theaterstücke werden im Drei Masken Verlag veröffentlicht.
Am 21. März 2019 war der deutschlandweite Kinostart des Films „Frau Mutter Tier“, der auf dem gleichnamigen Theaterstück Helmigs basiert und bei dem sie als Drehbuchautorin, Produzentin und Schauspielerin beteiligt war sowie einen Titel zum Soundtrack beisteuerte.
Im Bereich Jazzgesang nahm Alexandra Helmig Unterricht bei der Jazzsängerin Karen Edwards und bildete sich in zahlreichen Workshops weiter. 2012 wurde sie für die Masterclass mit der Jazzsängerin Fay Victor an der New York Jazz Workshop School zugelassen und 2014 von Claus Reichstaller für den „Jazz Masters Workshop 2014“ an der Jazz Akademie Burghausen ausgewählt. Seit 2013 tritt sie unter dem Künstlernamen „Ada Morghe“ auf.
Ihr Debütalbum „Pictures“, das von Hans-Martin Buff in den Londoner Abbey Road Studios produziert wurde, erschien am 15. Februar 2019 bei Sony Music. Das Album, für das Helmig fast alle Songs schrieb, ist dem Genre Jazz zugeordnet, zeigt aber auch populäre Singer/Songwriter-Einflüsse. Für die Aufnahme formierten sich einige der erfahrensten Session-Musiker der Londoner Jazzszene wie Livingstone Brown (Bass), Luca Boscagin (Gitarre), Josh „MckNasty“ McKenzie (Drums) und Luke Smith (Keyboards) um die Musikerin als Band.
Helmig arbeitet außerdem als Sprecherin für verschiedene Verlage (u. a. Kein & Aber, Berlin Verlag). Im Jahr 2013/14 begleitete sie Elizabeth Gilbert als deutsche Stimme auf deren Lesereise von „Das Wesen der Dinge und der Liebe“ sowie Margaret Atwood auf deren Lesereise von „Die Geschichte von Zeb“. Zudem ist Alexandra Helmig auf unterschiedlichen Hörbüchern und Apps zu hören.
Helmig gründete 2011 das gemeinnützige Kinderkunsthaus München und engagierte sich von 2008 bis 2015 als Kuratoriumsmitglied bei Lesefüchse e.V. München.
Sie lebt in München, Berlin und London.

## Filmographie (Auswahl)
- 2019: Frau Mutter Tier (Kinofilm, Regie: Felicitas Darschin)
- 2017: Lux – Krieger des Lichts (Kinofilm, Regie: Daniel Wild)
- 2016: SOKO München: Ausweglos, Der verlorene Sohn, Katharinas Alptraum (ZDF, Regie: Katharina Bischof, Johanna Thalmann)
- 2014: Hilfe, ich hab meine Lehrerin geschrumpft (Kinofilm, Regie: Sven Unterwaldt)
- 2014: Krippenwahn (Kurzfilm, BR, Regie: Satu Siegemund)
- 2014: Twinfruit (ZDF, Regie: Matthias Thönissen)
- 2014: In gefährlicher Nähe (auch: Am Ende des Tages, SWR, Regie: Johannes Grieser)
- 2007: Die Schnüfflerin – Peggy kann’s nicht lassen (SAT 1, Regie: Peter Gersina)
- 2006: Der Unbekannte (Kinofilm, Regie: Daniel Rakete Siegel)
- 2006: Die Spezialisten: Kripo Rhein-Main (ZDF, Regie: Axel de Roche)
- 2005: Ein Teufel für Familie Engel (SAT 1, Regie: Rolf Silber)
- 2005: SOKO 5113 (ZDF, Regie: Florian Froschmayer)
- 2005: Pfarrer Braun – Der unsichtbare Beweis (ARD, Regie: Uli Stark)
- 2005: Die andere Hälfte des Glücks (SWR, Regie: Chr. Baltasar)
- 2004: Kommissarin Ellen Lucas (ZDF, Regie: Thomas Berger)
- 2001–2007: Stratmanns (WDR, Regie: Klaus Keller)
- 2000: Der Doc (SAT.1, Regie: Axel Bock)
- 1999: Himmel und Erde (ARD, Regie: Dominik Wessely)
- 1999–2001: Freunde fürs Leben (Fernsehserie)

## Theater
- 2008: Die deutsche Mutter (Muffathalle München, Regie: Inga Helfrich)
- 2002: Nathan der Weise (Bad Gandersheimer Festspiele, Regie: Alfred Sieling)
- 2002: Der Schmerz/Das Menschengeschlecht (Bad Gandersheimer Festspiele, Regie: Georg Immelmann)
- 2000: Alberta empfängt einen Liebhaber (Bad Gandersheimer Festspiele, Regie: Georg Immelmann)
- 1998: Die Drei von der Tankstelle (Altonaer Theater Hamburg, Regie: Kay Anthony)
- 1998: Die Laune der Verliebten (Thalia Theater Hamburg, Regie: Peter Roggisch)
- 1998: Wilde Liebe (Hamburger Kammerspiele, Regie: Telat Yurtsever)

## Veröffentlichungen

### Einzeltitel
- 2018: Kosmo & Klax. Mut-Geschichten, Mixtvision Verlag, ISBN 978-3-95854-124-5.
- 2018: Kosmo & Klax. ABC-Geschichten, Mixtvision Verlag, ISBN 978-3-95854-061-3.
- 2017: Kosmo & Klax. Freundschaftsgeschichten, Mixtvision Verlag, ISBN 978-3-95854-085-9.
- 2016: Kosmo & Klax. Gute-Nacht-Geschichten, Mixtvision Verlag, ISBN 978-3-95854-063-7.
- 2016: Kosmo & Klax. Jahreszeiten-Geschichten, Mixtvision Verlag, ISBN 978-3-95854-062-0.
- 2016: Im Land der Wolken, Mixtvision Verlag, ISBN 978-3-95854-052-1.
- 2015: Lua und die Zaubermurmel, Mixtvision Verlag, ISBN 978-3-944572-10-9.
- 2009: Kosmo & Klax – ABC Geschichten zum Erleben, Mixtvision Verlag, ISBN 978-3-939435-20-4.
- 2007: Kosmo & Klax – Alle Geschichten zum Erleben, Mixtvision Verlag, ISBN 978-3-939435-16-7.

### Hörbücher
- 2018: Kosmo & Klax. Mut-Geschichten, Mixtvision Verlag, ISBN 978-3-95854-125-2.
- 2018: Kosmo & Klax. ABC-Geschichten, Mixtvision Verlag, ISBN 978-3-95854-113-9.
- 2017: Kosmo & Klax. Freundschaftsgeschichten, Mixtvision Verlag, ISBN 978-3-95854-096-5.
- 2016: Kosmo & Klax. Gute-Nacht-Geschichten, Mixtvision Verlag, ISBN 978-3-95854-087-3.
- 2016: Kosmo & Klax. Jahreszeiten-Geschichten, Mixtvision Verlag, ISBN 978-3-95854-086-6.
- 2010: Kosmo & Klax – ABC Geschichten zum Erleben, Mixtvision Verlag, ISBN 978-3-939435-28-0.
- 2007: Kosmo & Klax – Alle Geschichten zum Erleben, Mixtvision Verlag, ISBN 978-3-939435-17-4.

### Theaterstücke
- 2011: Frau Mutter Tier (Drei Masken Verlag; Uraufführung im April 2016 im Sensembletheater Augsburg)[14]
- 2008: Die deutsche Mutter (Megaeins; Uraufführung am 24. September 2008 in der Muffathalle München)
- 2008: oder Argentinien (Drei Masken Verlag; Uraufführung am 18. Februar 2010 im Theater Hof)[15]
- 2006: Leila Surana (Drei Masken Verlag; Uraufführung als Szenische Lesung 2006 im Thalia Theater Hamburg)[16]

### Musik
- Als „Ada Morghe“: Pictures, Sony/Okeh Records, Februar 2019

### Drehbücher
- Frau Mutter Tier (2019)[17]

### Anthologien
- 2016: Das Schaf im himmelblauen Morgenmantel (hrsg. v. Christine Knödler), Mixtvision Verlag, ISBN 978-3-95854-060-6.

## Auszeichnungen
- 2014: Dritter Platz beim Coburger Forum für Junge Autoren mit dem Theaterstück „Leila Surana“[18]
- 2008: Förderpreis der Landesbühnen für das Stück „oder Argentinien“
- 2007: Bronze Award, Filmfestival Rostock für die Rolle in „Der Unbekannte“
- 2000: Roswitha-Ring der Bad Gandersheimer Domfestspiele für die Rolle als Alberta in Alberta empfängt einen Liebhaber